# Kadu Vianna
Kadu Vianna (Nova Lima) é um cantor e compositor brasileiro.

## Carreira
Formado em canto lírico pela Universidade Federal de Minas Gerais, lançou-se oficialmente no mercado em dezembro de 2003, com o lançamento do seu primeiro álbum de carreira, homônimo a ele. O CD foi produzido por Luiz Brasil e contou com participações de Carlinhos Brown, Jaques Morelenbaum, Carlos Malta, Paulo Calasans e música inédita de Paulinho Moska. No ano de 2007 lançou seu segundo trabalho intitulado “Dentro”que contou com as participações de Milton Nascimento e Marina Machado. Em 2011 veio à tona seu terceiro álbum, “Querendo Chegar”, produzido pelo próprio Kadu, ao lado de César Santos e Arthur Rezende.
Além do seu trabalho solo, Kadu Vianna integra o Quarteto Cobra Coral, ao lado de Pedro Morais, Mariana Nunes e Flávio Henrique.
Em 2014 Kadu participou da 3ª temporada do talent show The Voice Brasil integrando o time de Daniel. Ele foi eliminado na fase de batalhas.

## Discografia
Álbuns de estúdio
. 2015: Say Something
- 2003: Kadu Vianna
- 2007: Dentro
- 2011: Querendo Chegar